# 237e régiment d'infanterie
Le 237e régiment d'infanterie (237e RI) est un régiment d'infanterie de l'Armée de terre française constitué en 1914 avec les bataillons de réserve du 37e régiment d'infanterie.
À la mobilisation, chaque régiment d'active créé un régiment de réserve dont le numéro est le sien plus 200.

## Création et différentes dénominations
- Août 1914 : 237e régiment d'infanterie
- Juin 1916 : dissolution
- Septembre 1939 : le régiment est reformé
- 2 août 1940 : dissolution

## Chefs de corps
Campagne 14-18:
Campagne 39-40:
- 1939 : Lieutenant-Colonel Charles Louis Vigneron (1883-1952)

## Historique des garnisons, combats et batailles

### Première Guerre mondiale

#### Affectation
Affectations : Troyes, 140e Brigade d'Infanterie, 20e Région, 2e Groupe de Réserve à la 70e division d'infanterie d'août 1914 à juin 1916.

#### 1914
Les victoires de Lorraine... Course à la mer... Artois... Attaque de La Targette... Offensive en Artois...

#### 1915
Offensive en Artois... Seconde offensive en Artois...

#### 1916
Bataille de Verdun... Fort de Souville... Le régiment est dissout en juin 1916 ayant perdu 37 officiers et 2 379 soldats. 

### Seconde Guerre mondiale
Le 237e régiment d'Infanterie est reformé le 7 septembre 1939 dans le secteur de Mützig par le centre mobilisateur d'infanterie no 202[réf. souhaitée]. Il porte le surnom de régiment de la Bruche. 
Sous les ordres du lieutenant-colonel Vigneron, il appartient au secteur fortifié du Bas-Rhin en appui du 172e régiment d'infanterie de forteresse. Pendant la drôle de guerre, il renforce les positions de la ligne Maginot. 
Le 6 mai 1940, il passe sous les ordres de la 8e division d'infanterie à Longeville[Où ?]. Il combat avec elle au pont de Missy-sur-Aisne et sur les ponts de  Sermoise, de Ciry-Salsogne, de Serches, de Couvrelles, de Citry et de Villaré (commune de Citry) sur la Marne. 
Après l'armistice, il garde une portion de la ligne de démarcation avant d'être dissout le 2 août[réf. nécessaire]. 

## Drapeau
Il porte, cousues en lettres d'or dans ses plis, les inscriptions suivantes :
- Lorraine 1914
- Artois 1914-1915

## Décorations décernées au régiment
Aucune citation du régiment, mais citation du 6e bataillon.

## Insigne
L'insigne est réalisé en 1939. Sur un écu bronzé, la porte de Mutzig surmontée d'une cigogne symbolise le lieu de formation du régiment. Au loin, une coupole de fortifications dans la montagne fait référence au fortifications impériales allemandes de Mutzig.

## Personnalités ayant servi au237eRI
- Frédéric Charpin (1883-1914), journaliste, lieutenant à la 22e compagnie du régiment tué à Courbesseaux le 25 août 1914. Son nom est inscrit au Panthéon parmi les 560 écrivains morts au combat pendant la Première Guerre mondiale.

## Sources et bibliographie
- Archives militaires du Château de Vincennes.
- Serge Andolenko, Recueil d'historiques de l'infanterie française, Paris, Eurimprim, 1969, 413 p. (OCLC 23418405)